# Campionati del mondo di ciclismo su strada 2015 - Gara in linea maschile Junior
La gara in linea maschile Junior dei Campionati del mondo di ciclismo su strada 2015 si svolse il 26 settembre 2015 negli Stati Uniti, a Richmond, su un circuito di 16.2 km da ripetere 8 volte, per un totale di 129,6 km. L'austriaco Felix Gall vinse la gara con il tempo di 3h11'09" alla media di 40,680 km/h; l'argento andò al francese Clément Bétouigt-Suire e il bronzo al danese Rasmus Pedersen.
Dei 165 ciclisti alla partenza 114 arrivarono al traguardo.

## Squadre partecipanti
| N.      | Cod. | Squadra       |
| ------- | ---- | ------------- |
| 1-6     | GER  | Germania      |
| 7-12    | USA  | Stati Uniti   |
| 13-18   | BEL  | Belgio        |
| 19-23   | DEN  | Danimarca     |
| 24-29   | FRA  | Francia       |
| 30-35   | SUI  | Svizzera      |
| 36-41   | ITA  | Italia        |
| 42-47   | NED  | Paesi Bassi   |
| 48-53   | RUS  | Russia        |
| 54-58   | NOR  | Norvegia      |
| 59-63   | KAZ  | Kazakistan    |
| 64-68   | LUX  | Lussemburgo   |
| 69-73   | IRL  | Irlanda       |
| 74-78   | AUT  | Austria       |
| 79-80   | MAR  | Marocco       |
| 81-84   | SLO  | Slovenia      |
| 85-89   | POL  | Polonia       |
| 90      | MEX  | Messico       |
| 91-94   | CAN  | Canada        |
| 95-98   | PRT  | Portogallo    |
| 99-101  | RSA  | Sud Africa    |
| 102-106 | JPN  | Giappone      |
| 107-109 | CZE  | Cechia        |
| 110-112 | GBR  | Gran Bretagna |
| 113-114 | THA  | Tailandia     |
| 115-117 | ALG  | Algeria       |

| N.      | Cod. | Squadra              |
| ------- | ---- | -------------------- |
| 118-120 | ECU  | Ecuador              |
| 121-123 | COL  | Colombia             |
| 124     | LAT  | Lettonia             |
| 125-127 | ESP  | Spagna               |
| 128     | SRB  | Serbia               |
| 129-131 | SWE  | Svezia               |
| 132-134 | AUS  | Australia            |
| 135     | ARG  | Argentina            |
| 136-138 | AZE  | Azerbaigian          |
| 139     | BIH  | Bosnia ed Erzegovina |
| 140-142 | BRA  | Brasile              |
| 143     | CRC  | Costa Rica           |
| 144     | CYP  | Cipro                |
| 145     | SLV  | El Salvador          |
| 146-148 | EST  | Estonia              |
| 149-150 | FIN  | Finlandia            |
| 151-152 | GUA  | Guatemala            |
| 153-154 | HUN  | Ungheria             |
| 155-156 | ISR  | Israele              |
| 157     | MNG  | Mongolia             |
| 158-160 | NZL  | Nuova Zelanda        |
| 161     | PUR  | Porto Rico           |
| 162     | SIN  | Singapore            |
| 163-165 | SVK  | Slovacchia           |
| 167     | UZB  | Uzbekistan           |

## Ordine d'arrivo (Top 10)
| Pos. | Corridore              | Squadra     | Tempo    |
| ---- | ---------------------- | ----------- | -------- |
| 1    | Felix Gall             | Austria     | 3h11'09" |
| 2    | Clément Bétouigt-Suire | Francia     | s.t.     |
| 3    | Rasmus Pedersen        | Danimarca   | a 1"     |
| 4    | Reto Müller            | Svizzera    | a 10"    |
| 5    | Martin Salmon          | Germania    | s.t.     |
| 6    | Nicola Conci           | Italia      | s.t.     |
| 7    | Mathias Norsgaard      | Danimarca   | a 13"    |
| 8    | Nathan Draper          | Regno Unito | s.t.     |
| 9    | Marc Hirschi           | Svizzera    | s.t.     |
| 10   | Pit Leyder             | Lussemburgo | a 20"    |